# Dani Estrada
Daniel Estrada Agirrezabalaga (Zarautz, 3 gennaio 1987) è un ex calciatore spagnolo, di ruolo centrocampista.